# I Would Not Live Always
《I Would Not Live Always》는 2021년 7월 30일 리버 레아 레코드를 통해서 발매된 아일랜드의 음악가 존 프랜시스 플린의 첫 번째 정규 음반이다.

## 발매
영국 오피셜 차트 컴퍼니의 포크 음반 차트에서 최고 순위인 8위로 진입하였으며, 총 11번 순위에 올랐다. 영국 인디펜던트 음반 차트에서는 49위를 기록했다.

## 평가
| 전문가 평가     | 전문가 평가 |
| 평가 점수       | 평가 점수   |
| 출처            | 점수        |
| --------------- | ----------- |
| 가디언          | [ 3 ]       |
| 모조            | [ 4 ]       |
| 송라인스        | [ 5 ]       |
| 아이리시 타임스 | [ 6 ]       |
| 언컷            | 8/10        |
| 핫 프레스       | 9/10        |

2021년 RTÉ 라디오 1 포크 어워드에서 플린은 최우수 신인 부문 및 최우수 포크 가수 부문을 수상하였으며, 최우수 포크 음반 부문과 〈My Son Tim〉의 최우수 전통 포크 노래 부문은 각각 오언 오 시어나본과 울탄 오 브라이언의 《Solas an Lae》와 예 배가본즈의 〈I'm a Rover〉에 밀려 수상에는 실패하였다.

## 트랙 리스트
| #   | 제목                                             | 재생 시간 |
| --- | ------------------------------------------------ | --------- |
| 1.  | 〈Lovely Joan〉                                  | 3:56      |
| 2.  | 〈Cannily, Cannily〉                             | 5:44      |
| 3.  | 〈My Son Tim〉                                   | 2:41      |
| 4.  | 〈Tralee Gaol〉                                  | 2:53      |
| 5.  | 〈Shallow Brown〉                                | 7:57      |
| 6.  | 〈Chaney's Tape Dream〉                          | 2:05      |
| 7.  | 〈Bring Me Home Pt. I The Dear Irish Boy〉       | 3:15      |
| 8.  | 〈Bring Me Home Pt. II I Would Not Live Always〉 | 4:11      |
| 9.  | 〈Bring Me Home Pt. III An Buachaillín Bán〉     | 4:09      |
| 10. | 〈Come My Little Son〉                           | 7:19      |

## 주해
1. ↑  오피셜 차트 컴퍼니의 포크 음반 차트는 잉글리시 포크 엑스포(English Folk Expo)와 협업하여 만들어지는 차트로, 영국과 아일랜드의 포크 음악가 및 그룹의 판매량을 집계하여 월간으로 공개한다.[2]

### 참고 자료
- 로저스, 주드 (2021년 7월 9일). “John Francis Flynn: I Would Not Live Always review – an extraordinary debut”. 《가디언》. 2021년 7월 9일에 원본 문서에서 보존된 문서. 2025년 6월 27일에 확인함.
- 어윈, 콜린 (2021년 9월). “Folk”. 《모조》. 334호. 85쪽.
- 커밍, 팀 (2021년 8~9월). “John Francis Flynn: I Would Not Live Always”. 《송라인스》. 170호. 52쪽. 2021년 11월 25일에 원본 문서에서 보존된 문서. 2025년 6월 27일에 확인함.
- 휴스, 롭 (2021년 8월). “John Francis Flynn: I Would Not Live Always”. 《언컷》. 291호. 34쪽.
- 롱, 시오반 (2021년 7월 23일). “John Francis Flynn: I Would Not Leave Always review – solo flight soars with confidence”. 《아이리시 타임스》. 10면. 2025년 3월 16일에 원본 문서에서 보존된 문서. 2025년 6월 27일에 확인함.
- 브레이든, 케이트 (2021년 7월 30일). “Album Review: John Francis Flynn - I Would Not Live Always”. 핫 프레스. 2025년 1월 25일에 원본 문서에서 보존된 문서. 2025년 6월 27일에 확인함.
- “I WOULD NOT LIVE ALWAYS by JOHN FRANCIS FLYNN”. 오피셜 차트 컴퍼니. 2021년. 2023년 11월 7일에 원본 문서에서 보존된 문서. 2025년 6월 27일에 확인함.
- “About & FAQs”. 잉글리시 포크 엑스포. 2025년 4월 23일에 원본 문서에서 보존된 문서. 2025년 6월 27일에 확인함.
- “RTÉ Radio 1 Folk Awards shortlist announced”. RTÉ. 2021년 11월 10일. 2021년 12월 15일에 원본 문서에서 보존된 문서. 2025년 6월 27일에 확인함.
- “RTÉ Radio 1 Folk Awards WINNERS Announced”. RTÉ. 2021년 11월 17일. 2021년 12월 3일에 원본 문서에서 보존된 문서. 2025년 6월 27일에 확인함.